# Yuri (prénom)
Pour les articles homonymes, voir Yuri (homonymie).
Yuri est un prénom donné dans différents pays :
- Yuri est une transcription anglophone du prénom masculin russe Юрий (en transcription francophone : Iouri ou Youri ; autres transcriptions anglophones : Yuriy, Yury ou Yurii). Il existe différentes hypothèses quant à son origine, la plus connue étant que ce prénom viendrait du prénom d'origine grecque Georges, via le germanique Jorgen ([ˈjorɡen]). Ce dernier descendrait du prénom slave Yarilo, ou serait relié au prénom biblique Uriah ou Uriyahu.[réf. nécessaire] ;
- Yuri (en japonais : ゆり) est un prénom féminin japonais, signifiant lys ;
- Yuri (en coréen : 유리) est un prénom féminin coréen.